# Baseball na Igrzyskach Panamerykańskich 2015
Baseball na Igrzyskach Panamerykańskich 2015 odbył się w dniach 11–26 lipca 2015 roku na Ajax Pan Am Ballpark w Ajax. Po raz pierwszy w historii zawodów rozegrany został turniej kobiet. Do rywalizacji przystąpiło łącznie 12 drużyn obojga płci (7 drużyn męskich i 5 kobiecych).

## Podsumowanie

### Klasyfikacja medalowa
| Klasyfikacja medalowa | Klasyfikacja medalowa | Klasyfikacja medalowa | Klasyfikacja medalowa | Klasyfikacja medalowa | Klasyfikacja medalowa |
| Miejsce               | państwo               | Złoto                 | Srebro                | Brąz                  | Razem                 |
| --------------------- | --------------------- | --------------------- | --------------------- | --------------------- | --------------------- |
| 1.                    | Kanada                | 1                     | 1                     | 0                     | 2                     |
| 1.                    | Stany Zjednoczone     | 1                     | 1                     | 0                     | 2                     |
| 3.                    | Kuba                  | 0                     | 0                     | 1                     | 1                     |
| 3.                    | Wenezuela             | 0                     | 0                     | 1                     | 1                     |
| Razem                 | Razem                 | 2                     | 2                     | 2                     | 6                     |

### Medaliści
| Konkurencja | 1. miejsce        | 2. miejsce        | 3. miejsce |
| ----------- | ----------------- | ----------------- | ---------- |
| Mężczyźni   | Kanada            | Stany Zjednoczone | Kuba       |
| Kobiety     | Stany Zjednoczone | Kanada            | Wenezuela  |